# 卓木基巧
卓木基巧（藏語：གྲོ་མོ་སྤྱི་ཁྱབ་），又譯亞東總管，是原西藏噶廈政府設置的一個基巧（類似中華人民共和國的地級行政區），位於亞東縣一帶。
1905年，噶廈政府始置卓木基巧一職，管理亞東地區政務，同時負責徵收印度、錫金邊界往來的關稅，並處理邊界民事糾紛。其長官為四品官，行政機構駐热日宗的春丕谷。